# 십장생

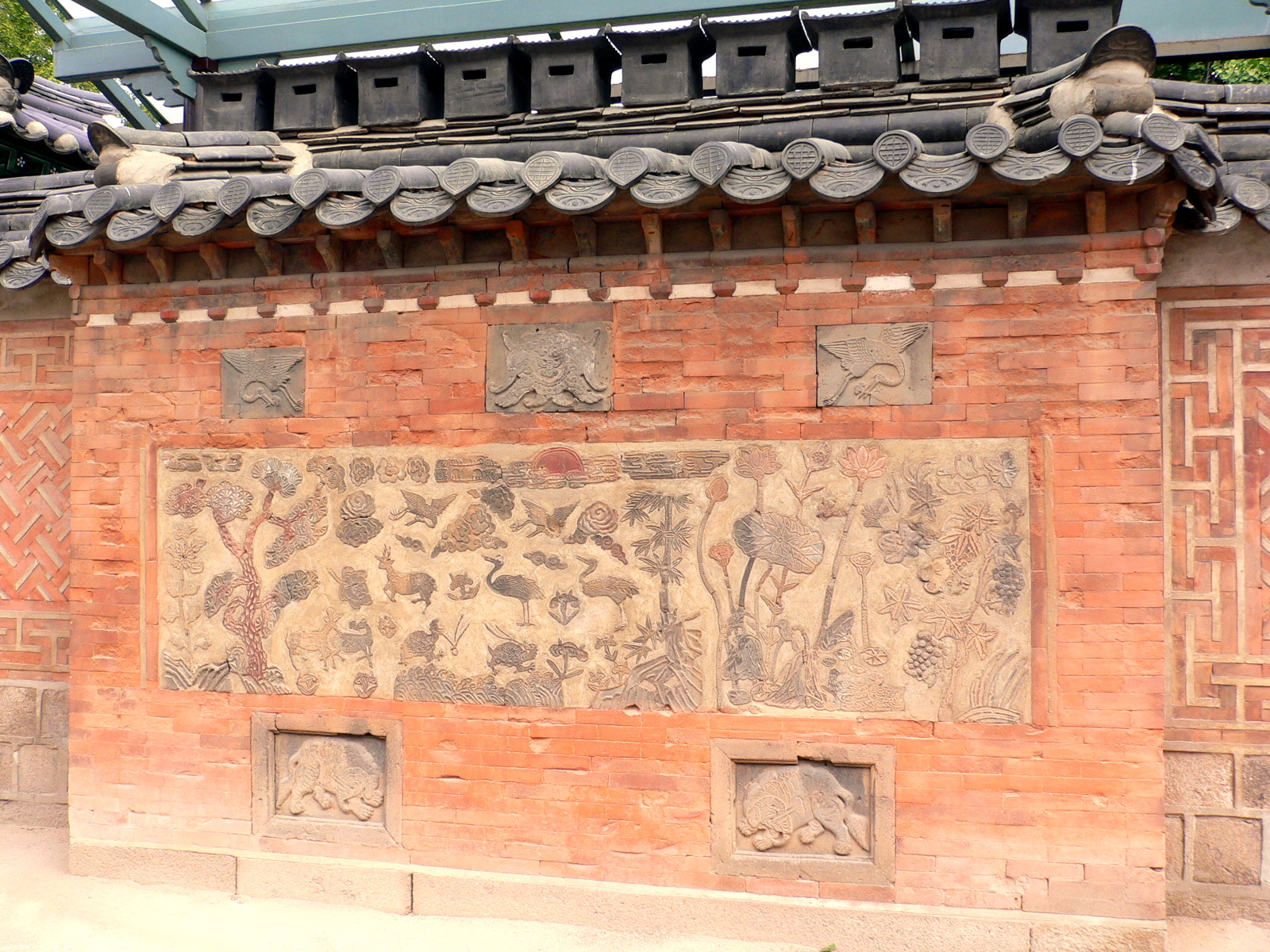
경복궁 자경전 십장생 굴뚝

십장생(十長生, 영어: Ten Symbols of Longevity)은 열 가지 장생 불사를 표상한 것이다. 이에 해당하는 물상은, 해 · 산 · 물 · 돌 · 구름(또는 달) · 소나무 · 불로초 · 거북이 · 학 · 사슴 또는 대나무이다.
민속신앙이나 신선사상에서 유래됐다고 여겨지며, 이 모두가 장수물이므로 자연숭배의 대상이다. 옛날에는 시문, 그림, 조각 등으로 많이 사용되어왔다. 또한 고구려 고분벽화에서 종종 모습을 드러내어 고구려 시대때부터 전해져 내려오는 듯하다. 사람들은 십장생을 바라보면서 장생을 소망하였다.

## 십장생문
십장생문(十長生紋)은 십장생을 새기거나 그린 무늬를 가리키며 십장생을 모티브로 하는 그림등을 가리키거나 그러한 그림속에 등장하는 그림이나 무늬를 가리킨다. 특히 십장생(十長生)만을 주제로 다룬 그림은  십장생도(十長生圖)라고 부른다.

## 같이 보기
- 사군자

## 관련 문화재
- 경복궁 자경전 십장생 굴뚝 (보물 제810호)
- 십장생도 (서울시유형문화재 제137호)